# Tiffany Cameron
Tiffany Devonna Cameron, née le 16 octobre 1991 à Toronto, de parents jamaïcains, est une footballeuse internationale jamaïcaine évoluant au poste d'attaquant avec le club de Real Betis.

## Palmarès

### En sélection
Elle a joué avec les U17 du Canada en 2008, puis à partir de 2013, elle joue avec le Canada (6 sélections). Mais comme il ne s'agit que de matchs amicaux, elle a pu changer de nationalité et jouer pour la Jamaïque.
Elle connait sa première sélection le 28 février 2019 face au Chili.